# Головкина, Екатерина Александровна
Графиня Екатери́на Алекса́ндровна Голо́вкина (урождённая графиня Шува́лова; 1733—1821) — крупная помещица, племянница графов Шуваловых, имевших влияние при дворе императрицы Елизаветы Петровны; кавалерственная дама ордена Святой Екатерины и статс-дама двора (1801).

## Биография
Единственная дочь графа Александра Ивановича Шувалова (1710—1771), генерал-фельдмаршала и главы «тайной канцелярии», и Екатерины Ивановны Костюриной (1718—1790). Оба супруга похоронены у церкви Преображения Господня, приделе Алексия Митрополита (село Спас-Косицы, тогда — Верейский уезд Московской губернии).
В прибывании двора в Москве, 24 ноября (5 декабря) 1749 года, Екатерина Александровна была обручена с графом Гаврилой Ивановичем Головкиным (ум. 1787), гофмаршалом при великом князе Петре Федоровиче, далее действительном тайным советником. Императрица Елизавета лично разменяла новобрачных кольцами и пила за их здоровье всем двором. Жених Екатерины Александровны приходился внуком своему тезке, графу и родоначальнику рода, Г. И. Головкину, первому канцлеру Российской Империи . Анна Гавриловна Бестужева приходилась ему тёткой.
14 (25) октября 1750 года было совершено их венчание в придворной церкви в Санкт-Петербурге, в присутствии императрицы и двора. Свадебное торжество происходили в доме маршала, князя Н. Ю. Трубецкого. Императрица со всем двором прибыла в 11-м часу, и присутствовала на бале и ужине. На другой день, 15 (26) октября 1750 года, было повторение торжества. Императрица Екатерина II, не любившая графиню Головкину, которая была довольно необходительна с родителями своего мужа, вспоминала, что часто смеялась над ней и её мужем:

У них всегда были самые жалкие головные уборы и манжеты, в которых постоянно в чём-нибудь да проглядывало желание сберечь копейку. Хотя это были люди очень богатые и не стесненные в средствах, но они любили по природе все мелкое и узкое, истинное отражение их души.
 В день коронации Александр I, 15 (27) сентября 1801 года, овдовевшая графиня Головкина была пожалована в статс-дамы и орденом святой Екатерины (меньшего креста). С 1802 по 1816 года постоянно проживала в Женеве, а затем в Париже.
В 1812 году 79-летняя графиня Головкина предоставила в ополчение из Агафитова, Алексеевской и Аксиньиной 18 солдат для участия в Отечественной войне.
В 1820 году над графиней было создано попечительство. В именном Императорском указе от 8 июля говорилось, что по донесению российского посла во Франции, генерал-лейтенанта Поццо ди Борго, графиня Екатерина Головкина по древности лет и расстройству здоровья управлять имением и делами не может. Попечителями стали — от правительства тайный советник Энгель, от лица самой графини — её сын, Алексей Гаврилович, третий должен быть выбран генералом-адъютантом, графом Павлом Шуваловым и Опекунским советом малолетних детей покойного генерал-лейтенанта, графа Петра Шувалова. Попечительство было создано на время жизни графини и её сына, по смерти Екатерины Головкиной, ей наследует сын.
Умерла в 1821 году в возрасте 88 лет в Париже. Прах её был перевезен в Россию и похоронен в семейной усыпальнице с родителями, у церкви Преображения Господня, приделе Алексия Митрополита (село Спас-Косицы). Имя Екатерины Александровны Головкиной вписано в вечное поминовение Николо-Берлюковской пустыни.

## Дети
- Алексей Гаврилович (ум. 1823)[5], последний из «русской ветви» Головкиных; камер-юнкер двора (1775), был уволен со службы в том же чине (1786). Унаследовал от отца село Михайловское. Получил известность как собиратель картин[5] и иных редкостей. Часто бывал за границей в поисках новых картин для своих коллекций[12]. Один из его музеев сгорел при захвате Москвы французами в 1812 году. Умер холостым и бездетным[4] в бедности, потратив почти всё состояние рода на картины, минералы и скульптуры[13]. В Москве владел домом № 11 по Елоховской улице[14].
- Елизавета Гавриловна (22 октября (2 ноября) 1752 —21 мая (2 июня) 1820)[15], фрейлина двора[16], в обществе имела прозвище «Мигуша», данное ей за постоянное мигание глазами[17], по-видимому, из-за нервного тика. Была невестой князя Александра Борисовича Куракина, но не имея желания выходить замуж, отказала ему. В 1784 году получила в наследство село Курово (Пушкинский район Московской области, сейчас не существует[18])[19]. Умерла по дороге в Кеннигсберг[1]. Похоронена в некрополе Троице-Сергиевой Приморский пустыни.

## Владения
1750 год. В приданое от отца графиня Головкина получила сельцо Агафитово (сейчас не существует) с деревнями Алексеевская и Аксиньино в Богородском уезде.
1778 год. Графиня привезла из своей вотчины Кременское в Медынском уезде деревянный храм и установила его вместо сгоревшей каменной церкви Николая Чудотворца в селе Угодский завод.
1783 год. Екатерина Александровна приобретает усадьбу на Немецкой (сейчас Бауманской) улице в Москве, которой владела до 1815 году, когда его приобретает граф Павел Шувалов. Площадь усадьбы около 3500 десятин, в ней каменный дом, два флигеля, сад. Кроме основной усадьбы, графине принадлежал также участок в Спиридоновском переулке. Предположительно здесь родился поэт А. С. Пушкин.
1784 год. От матери получила в наследство имение Шуваловых, к которому, в частности, относились бывшие дворцовые волости Можайского уезда — Кузовская и Гиреевская, с усадьбой в селе Гиреево.